# Liste der Kultursenatoren von Berlin
Dies ist eine Liste der Kultursenatoren von Berlin seit Errichtung der ersten explizit für Kultur zuständigen Senatsverwaltung 1977.
| Name                                                                                  | Amtsantritt                                | Senat                                  | Partei                                 |
| Senator für Kulturelle Angelegenheiten                                                | Senator für Kulturelle Angelegenheiten     | Senator für Kulturelle Angelegenheiten | Senator für Kulturelle Angelegenheiten |
| ------------------------------------------------------------------------------------- | ------------------------------------------ | -------------------------------------- | -------------------------------------- |
| Dieter Sauberzweig                                                                    | 3. Juli 1977 18. März 1979 23. Januar 1981 | Stobbe I Stobbe II Vogel               | SPD                                    |
| Wilhelm Kewenig                                                                       | 11. Juni 1981                              | von Weizsäcker                         | CDU                                    |
| Volker Hassemer                                                                       | 17. März 1983 8. März 1984 18. April 1985  | von Weizsäcker Diepgen I Diepgen II    | CDU                                    |
| Anke Martiny                                                                          | 16. März 1989                              | Momper                                 | SPD                                    |
| Ulrich Roloff-Momin                                                                   | 24. Januar 1991                            | Diepgen III                            | parteilos                              |
| Senator für Wissenschaft, Forschung und Kultur                                        |                                            |                                        |                                        |
| Peter Radunski                                                                        | 25. Januar 1996                            | Diepgen IV                             | CDU                                    |
| Christa Thoben                                                                        | 9. Dezember 1999                           | Diepgen V                              | CDU                                    |
| Christoph Stölzl                                                                      | 13. April 2000                             | Diepgen V                              | parteilos/CDU                          |
| Adrienne Goehler                                                                      | 16. Juni 2001                              | Wowereit I                             | parteilos                              |
| Thomas Flierl                                                                         | 17. Januar 2002                            | Wowereit II                            | PDS                                    |
| Von 2006 bis 2016 war der Fachbereich „Kultur“ ein Geschäftsbereich der Senatskanzlei |                                            |                                        |                                        |
| Senator für Kultur und Europa                                                         |                                            |                                        |                                        |
| Klaus Lederer                                                                         | 8. Dezember 2016 21. Dezember 2021         | Müller II Giffey                       | Die Linke                              |
| Senator für Kultur und Gesellschaftlicher Zusammenhalt                                |                                            |                                        |                                        |
| Joe Chialo                                                                            | 27. April 2023                             | Wegner                                 | CDU                                    |
| Sarah Wedl-Wilson                                                                     | 22. Mai 2025                               | Wegner                                 | parteilos                              |